# Al-Dschubaiha
al-Dschubaiha, auch Dschubaiha geschrieben (arabisch الجبيهة, DMG al-Ǧubaiha), ist eine Stadt im Gouvernement Amman in Jordanien. Die Stadt ist gleichzeitig einer der 27 Distrikte der Gemeinde Größeres Amman mit ca. 4 Mio. Einwohnern. Die Stadt hatte eine Bevölkerung von 197.160 Einwohnern im Jahr 2015.

## Geografie
Die Stadt liegt nordwestlich des Stadtkern Amman und grenzt im Westen an das Gouvernement al-Balqa.

## Demografie
Die Stadt ist Teil der Metropolregion von Amman und erlebt als Vorstadt ein rasantes Bevölkerungswachstum.
| Jahr          | Einwohnerzahl |
| ------------- | ------------- |
| 1994 (Zensus) | 37.421        |
| 2004 (Zensus) | 64.200        |
| 2015 (Zensus) | 197.160       |

## Bildung
In Dschubaiha befinden sich verschiedene Bildungseinrichtungen, darunter sind die Royal Scientific Society, die Universität von Jordanien und die German-Jordanian University. In der Stadt befindet sich außerdem der Hauptsitz des Jordanischen Bildungsministeriums.